# Gressenberg
Gressenberg är en ort i Österrike. Den ligger i kommunen Bad Schwanberg i förbundslandet Steiermark, 180 kilometer sydväst om huvudstaden Wien. Orten var till och med 2014 en egen kommun.